# Elseworlds
Elseworlds (inizialmente tradotto in Altrimondi) è una linea di fumetti edita dalla casa editrice statunitense DC Comics in cui sono proposte storie alternative al DC Universe classico e in cui i personaggi principali della casa editrice vivono avventure diverse dal solito. La presentazione all'inizio di ogni albo è
(dalla presentazione di Batman: Destino oscuro, gennaio 1999, ed. Play Press)
Il primo titolo è stato Gotham by Gaslight, scritto da Brian Augustyn e disegnato da Mike Mignola in cui Batman incontra Jack lo squartatore in una Gotham City vittoriana (anche se l'imprint - l'etichetta editoriale - non era stato ancora creato lo special è diventato Elseworlds retroattivamente).
Altro titolo famoso della serie Elseworld è Il Chiodo (JLA: The Nail), scritta e disegnata da Alan Davis, che racconta un mondo senza Superman in cui la Jla viene guardata con sospetto per la paura dei metaumani alimentati da una paranoia xenofoba.
Il titolo più famoso e premiato è però Kingdom Come, una miniserie scritta da Mark Waid e disegnata da Alex Ross in cui una nuova e violenta generazione di supereroi si batte contro i classici personaggi DC (ormai invecchiati e in pensione) in un conflitto epico tra due modi diversi di intendere il ruolo di eroe in costume. Waid ha scritto anche la serie Kingdom, una sorta di seguito ambientato 20 anni dopo la fine di questa miniserie, in cui ha messo le basi per la teoria dell'Ipertempo creata insieme a Grant Morrison, in cui spiega che tutte le storie della DC Comics narrate fanno parte di un multiverso in cui a volte le realtà entrano in conflitto e interferiscono fra loro generando paradossi.
Alcune miniserie come Batman: Il ritorno del Cavaliere Oscuro vengono considerate degli Elseworlds anche se ufficialmente non vengono riconosciuti tali, perché ambientati in realtà alternative alla continuity ufficiale.
Uno degli albi della serie ritenuti migliori è Superman: Red Son scritto da Mark Millar, in cui la navicella di Kal-El non atterra negli USA ma nell'Unione Sovietica comunista durante la Guerra fredda.